# Un rêve à l'épreuve

Un rêve à l'épreuve (Brave New Girl) est le premier téléfilm écrit et produit par la chanteuse Britney Spears d'après son roman A Mother's Gift. Réalisé par Bobby Roth, il a été diffusé le 25 avril 2004 sur ABC Family.

## Synopsis
Une jeune fille, douée pour le chant et la musique, intègre une école des arts...

## Fiche technique
- Réalisation : Bobby Roth
- Scénario : Amy Talkington (en), d'après le roman de Britney Spears et Lynne Spears
- Société de production : Lionsgate Television, Park Lane Productions

## Distribution
- Virginia Madsen : Wanda Lovell
- Lindsey Haun : Holly Lovell
- Barbara Mamabolo (en) : Angela
- John Ralston : Jason Sloan
- Nick Roth (en) : Grant
- Joanne Boland : Zoe Moscatel
- Karl Pruner (en) : professeur
- Jayne Eastwood : Dee
- Jackie Rosenbaum : Portia alias Ditz
- Nick Mancuso : père de Ditz
- Aaron Ashmore : Tyler
- William Colgate : Clayton
- Hollis McLaren (en) : Professeur Roe
- Eric Weinthal : Professeur McAlester
- Joey Niceforo : Nelson